# 이란 해군
이란 이슬람 공화국 해군(이란 이슬람 共和國 海軍, 페르시아어: نیروی دریایی ارتش جمهوری اسلامی ایران)은 이란의 정규 해군으로, 이란 이슬람 공화국군의 일원이다. 이란은 특이하게도 혁명수비대에도 해군을 따로 두고 있다.

## 역사
현대 이란 해군의 기원은 1885년 카자르 왕조(당시 국명은 '페르시아 숭고국') 시대에 창설된 '페르시아 숭고국 해군'으로, 순양함 페르세폴리스(پرسپولیس)와 경비정 수사(شوش)에서 시작되었다. 순양함 페르세폴리스와 경비정 수사는 모두 걸프 만 인근에 있는 호람샤르에 배치되었다. 호람샤르는 지금도 이란의 영토 안에 있다. 순양함 페르세폴리스는 1925년 카자르 왕조 시대가 끝나고 팔라비 왕조 시대가 열리면서 제적되었으며, 1936년에 스크랩 처리되었다. 경비정 수사는 팔라비 왕조 시대에도 몇 년간 이란의 영해를 지켰을 것으로 추정된다.
1902년에 벨기에에서 선박을 구매하여 모자파르 앗딘 샤의 왕실 요트로 사용한 모자파리를 1904년 4월 페르시아 숭고국 해군이 인수, 포함(Gunboat)으로 개조하여 운용하였으나, 모자파리는 제1차 세계 대전이 발발한 1914년에 영국 해군에 넘겨졌다. 영국 해군은 모자파리의 함명을 봄베이로 개조하여 독일 해군을 상대로 싸웠다. 1918년 제1차 세계 대전이 끝나면서 봄베이는 다시 페르시아 숭고국 해군에 넘겨졌고 함명도 모자파리로 바뀌었다. 모자파리는 1936년에 제적되었다.
1905년 입헌 혁명 직전에 경비정인 아제르바이잔, 길란, 호라산, 마잔다란, 페레보니아를 구입하였으며, 페레보니아를 제외한 나머지 4척은 1918년에 제적되었다. 그리고 페레보니아도 1920년에 제적되었다.
1923년에는 바이마르 공화국으로부터 FM24를 4,000 파운드에 구매하였으며, 함명을 FM24에서 파티야로 변경하였다. 파티야는 1926년에 팔라비로 함명을 변경하였고, 1935년에는 함명을 샤인으로 또 한 번 변경하였다.
1925년 레자 샤 팔라비에 의하여 팔라비 왕조가 시작되면서 비슷한 시기에 훈련함인 호마이를 구매하였다. 그리고 1931년에는 구축함 바브르('호랑이'를 뜻함)와 팔랑을 구매하였다. 이후 페르시아 숭고국 해군은 1932년 '이란 제국 해군'으로 명칭이 변경되었다.
이란이 과거 카자르 왕조 때 영국과 제정 러시아에 시달렸던 역사가 있어서 팔라비 왕조는 독일과 친하게 지냈는데, 이를 바람직하지 않다고 본 영국과 소련이 1941년 이란을 침공하기에 이른다. 이 때 구축함이었던 바브르와 경비정인 샤인, 훈련함인 호마이가 격침되었고, 당시 해군의 지휘관이던 골람말리 바얀도르 준장이 전사했다. 육군과 해군, 공군 모두 영국과 소련에 패배하였으며, 원래 왕이었던 레자 샤 팔라비는 퇴위하여 왕이 바뀌게 된다.
제2차 세계 대전이 종전된 1945년을 전후로 하여 이란은 미국으로부터 많은 군사적 지원을 받았으며, 1970년대에는 중동에서 가장 강력한 군사력을 보유한 국가가 된다.

## 현재
이란은 1978년 혁명을 맞이하면서 군주제를 폐지하고 공화국으로 전환되었다. 그리고 이슬람 공화국이 수립된 이후에 혁명수비대가 창설되었으며, 혁명수비대는 자기들끼리 해군을 따로 세우기에 이른다.

## 같이 보기
- 이란 공군
- 이란 육군